# Hypsicera nigribasis
Hypsicera nigribasis là một loài tò vò trong họ Ichneumonidae.